# Аттапи (місто)

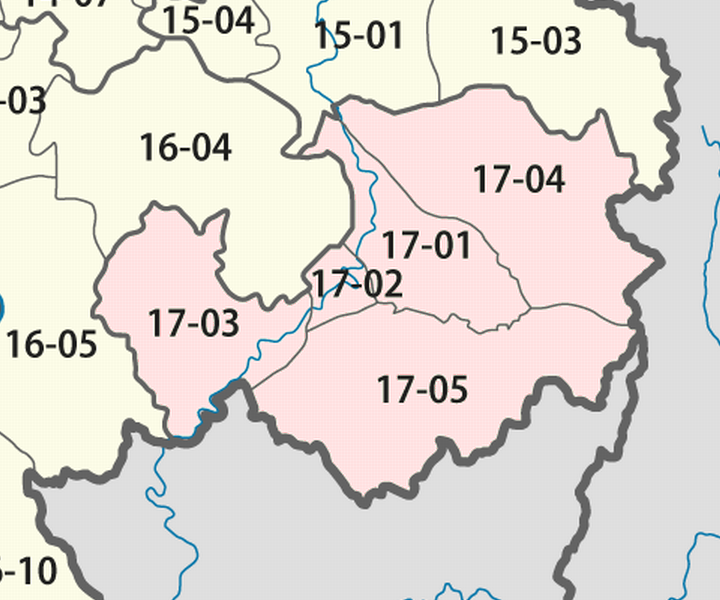
число 17-02

Аттапи (лаос. ອັດຕະປື, також Самакхисай) — місто і район (лаос. ເມືອງ муанг) провінції Аттапи, Лаос.

## Географія
Лежить на півдні країни у місці злиття річок Конг і Каман (басейн Меконга).

### Клімат
Місто знаходиться у зоні, котра характеризується мусонним кліматом. Найтепліший місяць — квітень із середньою температурою 28 °C (82.4 °F). Найхолодніший місяць — січень, із середньою температурою 22.3 °С (72.1 °F).
| Клімат Аттапи           | Клімат Аттапи | Клімат Аттапи | Клімат Аттапи | Клімат Аттапи | Клімат Аттапи | Клімат Аттапи | Клімат Аттапи | Клімат Аттапи | Клімат Аттапи | Клімат Аттапи | Клімат Аттапи | Клімат Аттапи | Клімат Аттапи |
| Показник                | Січ.          | Лют.          | Бер.          | Квіт.         | Трав.         | Черв.         | Лип.          | Серп.         | Вер.          | Жовт.         | Лист.         | Груд.         | Рік           |
| Середній максимум, °C   | 27,2          | 28,6          | 30,7          | 31,2          | 30,8          | 29,9          | 29,3          | 29,3          | 28,7          | 28,4          | 27,4          | 27            | 29            |
| Середня температура, °C | 22,3          | 24,7          | 26,8          | 28            | 27,8          | 27,2          | 27            | 26,9          | 26,3          | 25,7          | 24,7          | 23,1          | 25,9          |
| Середній мінімум, °C    | 15,9          | 18,6          | 18,4          | 22            | 22,5          | 22,2          | 22,5          | 22,3          | 21,7          | 20,8          | 19,9          | 17,7          | 20,4          |
| Норма опадів, мм        | 36.2          | 18.5          | 29.1          | 66.3          | 172.6         | 285.7         | 288.3         | 349.8         | 315.9         | 266           | 169.5         | 77.1          | 2075          |
| Днів з опадами          | 3,3           | 3,2           | 4,1           | 8,4           | 16,3          | 22,8          | 22,7          | 26,2          | 19            | 15,3          | 5,6           | 4             | 150,9         |
| Вологість повітря, %    | 71.3          | 68.4          | 67            | 69.5          | 75.4          | 77.7          | 77.1          | 78.3          | 82.2          | 81.7          | 78.8          | 75.7          | 75.3          |
| ----------------------- | ------------- | ------------- | ------------- | ------------- | ------------- | ------------- | ------------- | ------------- | ------------- | ------------- | ------------- | ------------- | ------------- |
| Джерело: Weatherbase    |               |               |               |               |               |               |               |               |               |               |               |               |               |